# Henri Rieben
Henri Rieben (Epalinges, 23 de marzo de 1921-ibíd., 11 de enero de 2006) fue un politólogo, economista y profesor universitario suizo.

## Trayectoria profesional
Doctorado en la Escuela de Altos Estudios Comerciales de Lausana en 1952, publicó dos años más tarde su tesis, Des ententes de maîtres de forges au Plan Schuman, donde señalaba el propósito del Plan Schuman y el origen del tratado que daría lugar a la Comunidad Europea del Carbón y del Acero (CECA).
Rieben fue amigo personal de Jean Monnet y muchas de las iniciativas de cada uno de ellos tuvo como apoyo al otro. Fundó la primera cátedra de Integración Europea —más tarde llamada de Derecho Europeo—, que ocupó como profesor en la Universidad de Lausana, junto con la de Relaciones Internacionales y que mantuvo hasta su fallecimiento como profesor emérito. Para la financiación de dicha cátedra y otras iniciativas, creó en 1957 junto a Monnet el 'Centre de recherches européennes' (1957-1978) y en 1975 la  Fundación Jean Monnet para Europa.
Rieben fue uno de los primeros europeístas que habló de los Estados Unidos de Europa —a semejanza de Estados Unidos— pero manteniendo el llamado «modelo social europeo» de crecimiento y bienestar donde el ciudadano es el foco de atención política. En el Centro de Investigación —y más tarde en la Fundación—, Rieben comenzó a publicar Les cahiers rouges (Los cuadernos rojos), una serie de obras monográficas que se editan ininterrumpidamente desde 1957 y que buscan alcanzar dos objetivos: alimentar el debate sobre el proceso de integración europeo y mantener la memoria del mismo.
A lo largo de los años, Rieben fue reuniendo un gran cantidad de material relacionado con los principales protagonistas de los primeros acuerdos europeos, así como algunas piezas documentales que se conservan en la Fundación, como los originales de la CECA y los archivos personales de Robert Schuman, uno de los Padres de Europa. Henri Rieben mantuvo la presidencia de la Fundación Monnet desde 1978 a 2005, poco antes de morir. Le sucedió en el cargo el polaco Bronislaw Geremek.

## Obras
Henri Rieben fue también un prolífico autor de ensayos y estudios académicos, la mayoría de ellos relacionados con el proceso de construcción europeo. De entre los más de doscientos títulos publicados, se encuentran The Range and Scope of the Common Market for Coal and Steel (1953), De la démocratie industrielle, una obra en dos volúmenes de la que fue coautor con Charles F. Ducommun (1959); Le chemin européen (1963), Des Guerres européennes à l'union de l'Europe (1987) y Vivre la naissance de l'Europe communautaire (1999).

## Reconocimientos
Recibió varios honores, entre otros la Medalla de Oro Europea, la Orden de Mérito del Gran Ducado de Luxemburgo y Caballero de la Legión de Honor en Francia. Durante la guerra civil en Angola, fue responsable de la mediación entre el Comité Internacional de la Cruz Roja y la UNITA dirigida por Jonas Savimvi.